# Edwin Sydney Stuart

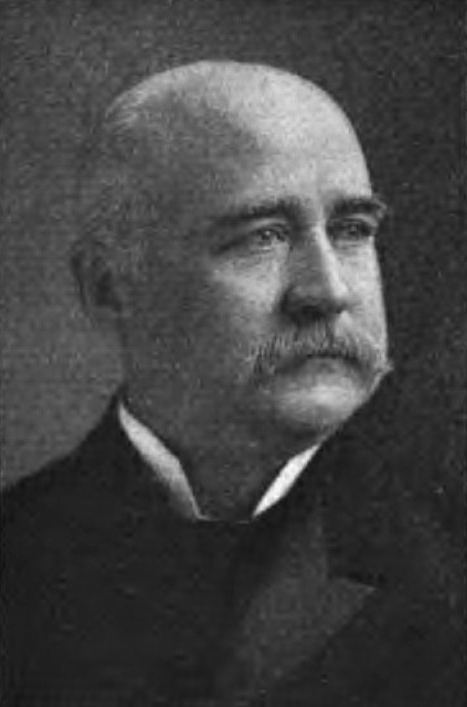
Edwin Stuart

Edwin Sydney Stuart (* 28. Dezember 1853 in Philadelphia, Pennsylvania; † 21. März 1937) war ein US-amerikanischer Politiker und von 1907 bis 1911 der 25. Gouverneur des Bundesstaates Pennsylvania.

## Frühe Jahre und politischer Aufstieg
Edwin Stuart besuchte die öffentlichen Schulen in seiner Heimatstadt Philadelphia. Im Alter von 13 Jahren begann er, für 3 Dollar pro Woche in einem Buchladen in Philadelphia zu arbeiten. Als der Ladenbesitzer im Jahr 1876 erkrankte, übernahm Stuart das Management des Ladens, den er später aufkaufte.
Neben seinem Buchladen interessierte sich Stuart auch für Politik. Ende der 1870er Jahre trat er den Young Republicans, der Jugendorganisation der Republikanischen Partei, bei. Im Jahr 1880 wurde er Präsident des Philadelphia chapter der Organisation und unterstützte den Präsidentschaftswahlkampf von James A. Garfield. Ab 1882 war er zugleich Präsident der republikanischen Jugendorganisation in Pennsylvania. Beide Funktionen behielt er bis 1886. Dann wurde er in den Stadtrat gewählt. Im Jahr 1891 wurde Stuart mit überwältigender Mehrheit zum Bürgermeister von Philadelphia gewählt. Innerhalb einer Woche nach seinem Amtsantritt deckte er einen Skandal um den Kämmerer John Bardsley auf, der mit öffentlichem Geld Fehlspekulationen getätigt hatte. Das löste erhebliche Unruhe in der Stadt aus. Bardsley wurde sofort verhaftet und zusammen mit einigen Komplizen angeklagt und später verurteilt. Der Bürgermeister ernannte einen neuen Kämmerer und stabilisierte die städtischen Finanzen. Das beruhigte die Lage wieder. Nach dem Ende seiner Amtszeit als Bürgermeister im Jahr 1896 war Stuart wieder Mitglied des Stadtrats. Er spielte eine führende Rolle in der Republikanischen Partei von Pennsylvania. Im Jahr 1906 wurde er als deren Kandidat zum neuen Gouverneur seines Staates gewählt.

## Gouverneur von Pennsylvania
Edwin Stuart trat sein neues Amt am 15. Januar 1907 an. Auch hier wurde er gleich zu Beginn seiner Amtszeit in einen Skandal verwickelt, an dem er nicht beteiligt war. Bei Wiederaufbau des 1897 abgebrannten und 1906 fertiggestellten Kapitols gab es finanzielle Ungereimtheiten. Es wurde eine Untersuchung der Vorgänge in die Wege geleitet. Als Resultat wurden einige Vertragspartner, der leitende Architekt, der ehemalige Finanzminister von Pennsylvania und noch einige andere an diesem Bau beteiligte Personen wegen Betrugs angeklagt und verurteilt. Der Gouverneur, weder Stuart, noch sein Vorgänger, war in die Sache verwickelt. Der Prozess in diesem Fall zog sich fast durch die gesamte vierjährige Amtszeit von Gouverneur Stuart.
Stuart sorgte für eine Verbesserung des Schulsystems. Auf dem Gebiet der Krankenfürsorge widmete er sich besonders dem Kampf gegen die Tuberkulose. Auch der Straßenbau wurde vorangetrieben. In Stuarts Amtszeit entstanden 550 Meilen neuer Straßen. Auch ein Eisenbahnausschuss zur Kontrolle der Eisenbahnen wurde ins Leben gerufen. In Harrisburg entstand damals auch ein Landesmuseum. Aufgrund einer Verfassungsklausel durfte Stuart im Jahr 1910 nicht zur Wiederwahl antreten. Daher schied er am 17. Januar 1911 aus seinem Amt aus.

## Weiterer Lebensweg
Nach dem Ende seiner Gouverneurszeit zog sich Stuart aus der Politik zurück. In den folgenden Jahren und Jahrzehnten bekleidete er zwar noch einige Ämter. So war er unter anderem im Aufsichtsrat der Federal Reserve Bank von Philadelphia. Ein politisches Amt hat er aber nicht mehr angestrebt.